# Lavans-sur-Valouse
Pour les articles homonymes, voir Lavans et Valouse (homonymie).
Lavans-sur-Valouse est une ancienne commune française située dans le département du Jura en région Bourgogne-Franche-Comté (40 km au nord-est de Bourg-en-Bresse).

## Histoire
Le 1er janvier 2019, Lavans-sur-Valouse fusionne avec Cézia, Chemilla et Saint-Hymetière pour former la commune nouvelle de Saint-Hymetière-sur-Valouse dont la création est actée par un arrêté préfectoral du 11 décembre 2018. Contrairement à une majorité de communes nouvelles, les anciennes communes la composant n'obtiennent pas le statut de commune déléguée.

## Politique et administration
| Période    | Période | Identité             | Étiquette | Qualité       |
| ---------- | ------- | -------------------- | --------- | ------------- |
| avant 1988 | ?       | Henri Vuitton        | DVD       |               |
| mars 2001  | 2008    | Denis Millet         |           |               |
| mai 2008   | 2019    | Marie-Agnès Gadiolet | DVD       | Fonctionnaire |

## Démographie
L'évolution du nombre d'habitants est connue à travers les recensements de la population effectués dans la commune depuis 1793. Pour les communes de moins de 10 000 habitants, une enquête de recensement portant sur toute la population est réalisée tous les cinq ans, les populations de référence des années intermédiaires étant quant à elles estimées par interpolation ou extrapolation. Pour la commune, le premier recensement exhaustif entrant dans le cadre du nouveau dispositif a été réalisé en 2005.

En 2016, la commune comptait 146 habitants, en évolution de +5,04 % par rapport à 2010 (Jura : −0,81 %, France hors Mayotte : +2,11 %).
| 1793 | 1800 | 1806 | 1821 | 1831 | 1836 | 1841 | 1846 | 1851 |
| ---- | ---- | ---- | ---- | ---- | ---- | ---- | ---- | ---- |
| 160  | 135  | 114  | 102  | 420  | 422  | 400  | 408  | 426  |

| 1856 | 1861 | 1866 | 1872 | 1876 | 1881 | 1886 | 1891 | 1896 |
| ---- | ---- | ---- | ---- | ---- | ---- | ---- | ---- | ---- |
| 406  | 412  | 400  | 393  | 376  | 370  | 361  | 323  | 306  |

| 1901 | 1906 | 1911 | 1921 | 1926 | 1931 | 1936 | 1946 | 1954 |
| ---- | ---- | ---- | ---- | ---- | ---- | ---- | ---- | ---- |
| 271  | 284  | 256  | 234  | 207  | 197  | 191  | 176  | 151  |

| 1962 | 1968 | 1975 | 1982 | 1990 | 1999 | 2005 | 2006 | 2010 |
| ---- | ---- | ---- | ---- | ---- | ---- | ---- | ---- | ---- |
| 132  | 112  | 85   | 89   | 113  | 148  | 141  | 139  | 139  |

| 2015 | 2016 | - | - | - | - | - | - | - |
| ---- | ---- | - | - | - | - | - | - | - |
| 146  | 146  | - | - | - | - | - | - | - |

## Personnalités liées à la commune
- Louis Vuitton (1821-1892) : fondateur en 1854 du groupe de maroquinerie de luxe international Louis Vuitton (devenue Moët Hennessy Louis Vuitton SA depuis 1987) est né au hameau d'Anchay.